# Ildefonso-Inseln
Die Ildefonso-Inseln (spanisch Islas Ildefonso) sind eine kleine Inselgruppe im Süden Chiles. Sie gehören zur Gemeinde Cabo de Hornos der chilenischen Region Magallanes y de la Antártica Chilena.

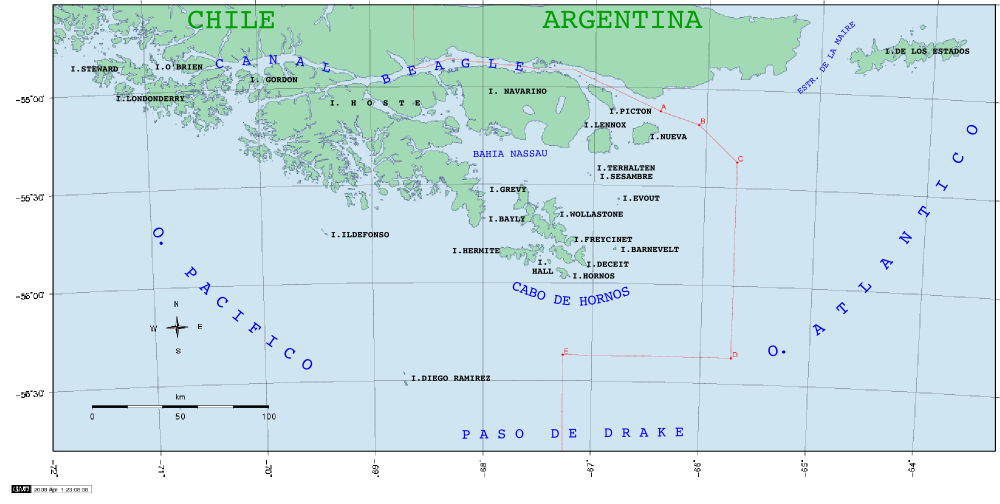
Umgebung der Ildefonso-Inseln am Kap Hoorn

Die Inseln liegen 27 km südlich der Isla Hoste, 96 km westlich der zu Feuerland (spanisch Tierra del Fuego) gehörenden Isla Hermite und 93 km nordnordwestlich der Diego-Ramírez-Inseln.
Sie bestehen aus neun Felsen, die sich als Gipfel einer untermeerischen Bergkette bis zu 30 Meter über die Meeresoberfläche erheben. Die Inseln sind auf zwei Gruppen verteilt und erstrecken sich über 6 km in Nordwest-Südost-Richtung. Die gesamte Landfläche beträgt rund 0,2 km². Mehr als die Hälfte davon entfällt auf den großen südlichen Felsen, der 970 m lang und 80 bis 200 m breit ist.
Die Ildefonso-Inseln sind steil, felsig und mit Büschelgras (Poa flabellata) bewachsen.
Sie sind von Pinguinen, insbesondere Felsenpinguinen (Eudyptes chrysocome) und Magellan-Pinguinen (Spheniscus magellanicus), bevölkert. Es gibt auch eine große Kolonie von Schwarzbrauenalbatrossen (Thalassarche melanophris) sowie einige Graukopfalbatrosse (Thalassarche chrysostoma). Die Blauaugenscharbe (Antarktischer Kormoran, Phalacrocorax atriceps) gehört ebenso zu den verbreiteten brütenden Arten.